# Drahobuz
Drahobuz är en ort i Tjeckien.   Den ligger i regionen Ústí nad Labem, i den nordvästra delen av landet, 50 km norr om huvudstaden Prag. Drahobuz ligger 179 meter över havet och antalet invånare är 222.
Terrängen runt Drahobuz är platt åt sydost, men åt nordväst är den kuperad. Runt Drahobuz är det ganska tätbefolkat, med 104 invånare per kvadratkilometer. Närmaste större samhälle är Litoměřice, 13,4 km väster om Drahobuz. Trakten runt Drahobuz består till största delen av jordbruksmark.